# Mainet

Mainet est une chanson de geste d'auteur anonyme du XIIe siècle, appartenant à la Geste du Roi. Ce poème narre les exploits de jeunesse attribués par la légende à Charlemagne, et notamment son exil en Espagne, pour échapper à ses deux demi-frères, Rainfroy et Heudry, fils adultérins de Pépin le Bref qui veulent l'assassiner pour usurper son trône. Formellement, Mainet est composé en laisses d'alexandrins monorimes. L'unique manuscrit qui nous est parvenu de ce poème est très endommagé, de sorte que nous ne pouvons plus en lire que des fragments. Cependant, cette épopée a exercé une influence considérable, si bien que sa teneur peut être reconstituée à l'aide de plusieurs réécritures et remaniements postérieures.

## L'intrigue deMainet
Heudry et Rainfroy, les frères bâtards de Charles encore enfant, ont usurpé le trône du jeune prince après avoir empoisonné Pépin le Bref et son épouse Berthe au grand pied. Charles fuit la France en compagnie de quelques partisans fidèles, adopte le sobriquet de "Mainet" pour préserver son incognito et trouve refuge auprès du roi d'Espagne, Galafre (le père du Marsile de la Chanson de Roland). Au service de Galafre, il accomplit de remarquables exploits qui lui valent d'être adoubé par le roi. Il terrasse Braimant, un roi païen doté de traits gigantesques, conquiert ainsi son épée Durendal, et obtient la main de la belle Galienne, la fille de Galafre. Cependant, la trahison de Marsile et de Baligant, les fils de Galafre, le contraint à prendre de nouveau la fuite. À la tête d'une armée de Sarrasins qui se sont convertis par admiration pour lui, il se rend à Rome, assiégée par une armée d'envahisseurs, afin de secourir la ville. La fin de l'épopée est perdue, mais une comparaison avec les versions postérieures nous apprend qu'elle devait relater la reconquête de la France et le châtiment des frères félons.